# إليزه إيفز
إليزه إيفز (بالإنجليزية: Elsie Eaves)‏ هي مهندس مدني ومهندسة أمريكية، ولدت في 5 مايو 1898 في أيداهو سبرينغز في الولايات المتحدة، وتوفيت في 27 مارس 1983 في روسلين في الولايات المتحدة بسبب مرض.